# Frédéric d'Opava
Frédéric d'Opava (tchèque : Bedřich Opavský; allemand : Friedrich von Troppau; (né vers 1440 – 1470) est un membre de la lignée d'Opava de la dynastie tchèque des Přemyslides. Il fut corégent du
Opava de 1452 à 1456.

## Biographie
Frédéric est le fils du duc Guillaume d'Opava et des on épouse Salomé (morte en 1489), fille du noble de Bohême Půta III de Častolovice.
Après la mort de son père en 1452, son oncle Ernest exerce la régence de Frédéric et de ses deux frères et deux sœurs. Les trois frères  Frédéric, Wenceslas III, et Przemko III héritent conjointement deux tiers du Duché d'Opava. Le reste est contrôlé par leur cousin Jean II. Leur père détenait également le Duché de Münsterberg, toutefois, Frédéric et se frères n'en héritent pas, car leur père l'avait échangé avec son frère Ernest contre le dernier tiers d'
Opava. Ernest agissant en tant que gardien et régent, vend les deux tiers d'Opava appartenant aux frère en 1464 au duc Bolko V le Hussite d'Opole pendant que Jean II conserve son tiers.
On connait peu de chose de la vue de Frédéric. Sa mère n'avait pa sun revenu suffisant pour maintenir une cour ducale propre et afin de l'aider le duc Conrad X le Blanc d'Oels lui donne l'usufruit de Ścinawa en 1460. On ignore tout de la vie de Frédéric à Ścinawa, comme de celle de son frère Wenceslas. Frédéric meurt célibataire et sans enfant en 1470 à l'âge d'environ 30 ans.